# Jurjewo-Diewiczje
Jurjewo-Diewiczje (ros. Юрьево-Девичье) – wieś (sieło) w Rosji, w obwodzie twerskim, w rejonie konakowskim. W 2010 liczyła 528 mieszkańców.

## Urodzeni
- Dmitrij Bułatow – radziecki działacz partyjny.